# Frank Schwarz
Erich Frank Schwarz (* 7. Oktober 1857 in Breslau; † 12. November 1928 in Eberswalde) war ein deutscher Botaniker. Sein botanisches Autorenkürzel lautet „F.Schwarz“.

## Leben
Frank Schwarz war der Sohn des in Breslau und Graz wirkenden Chemikers Heinrich Schwarz. Nach den ersten Schuljahren in Breslau besuchte er in Graz das Gymnasium, bestand im Herbst 1875 die Reifeprüfung und nahm anschließend ein naturwissenschaftliches Studium an der Universität Graz auf. Im Januar 1880 wurde er bei Hermann Leitgeb zum Dr. phil. promoviert. Von 1881 bis 1883 war er Assistent bei Wilhelm Pfeffer in Tübingen und von 1883 bis 1888 Privatdozent bei Ferdinand Julius Cohn an der Universität in Breslau. Anschließend folgte er dem Ruf an die Königliche Forstakademie Eberswalde. 1914 gehörte er zu den Unterzeichnern der Erklärung der Hochschullehrer des Deutschen Reiches.
Am 14. August 1889 wurde er mit Matrikel-Nr. 2843 zum Mitglied der Leopoldina gewählt. 
Der Pädagoge, Politiker und Statistiker Gustav Rümelin war sein Schwiegervater.

## Schriften
- Das Vorkommen der Flechtensäuren in der Flechte: Eine chemisch-botanische Studie. Dissertation, Graz 1879
- Die morphologische und chemische Zusammensetzung des Protoplasmas. Kern, Breslau 1887 (Digitalisat)
- Forstliche Botanik. Parey, Berlin 1892 (Digitalisat)
- Physiologische Untersuchungen über Dickenwachstum und Holzqualität von Pinus silvestris. Parey, Berlin 1899 (Digitalisat)